# Alexander Halliday
Alexander Norman Halliday FRS é um geoquímico britânico.
É professor da Universidade de Oxford.

## Vida
Obteve um doutorado na Universidade de Newcastle upon Tyne em 1977. Foi professor na Universidade de Michigan e no Instituto Federal de Tecnologia de Zurique
É membro do Conselho de Curadores do Museu de História Natural de Londres.